# Cophixalus daymani
Espèce
Statut de conservation UICN

 DD  : Données insuffisantes
Cophixalus daymani est une espèce d'amphibiens de la famille des Microhylidae.

## Répartition
Cette espèce est endémique de la province de Baie Milne en Papouasie-Nouvelle-Guinée. Son aire de répartition concerne uniquement le mont Dayman, à environ 2 230 m d'altitude,.

## Étymologie
Son nom d'espèce, daymani, lui a été donné en référence à sa localité type, le mont Dayman.

## Publication originale
- Zweifel, 1956 : Microhylid frogs from New Guinea, with descriptions of new species. American Museum novitates, no 1766, p. 1-49 (texte intégral).